# Jetpur (ort i Indien, Vadodara)
Jetpur är en ort i Indien.   Den ligger i distriktet Vadodara och delstaten Gujarat, i den centrala delen av landet, 800 km söder om huvudstaden New Delhi. Jetpur ligger 106 meter över havet och antalet invånare är 8 446.
Terrängen runt Jetpur är platt. Runt Jetpur är det tätbefolkat, med 297 invånare per kvadratkilometer. Närmaste större samhälle är Chhota Udepur, 18,5 km öster om Jetpur. Trakten runt Jetpur består till största delen av jordbruksmark.